# The Mighty Don't Kneel
The Mighty Don't Kneel (TMDK) es un stable de lucha libre profesional que actualmente trabaja en New Japan Pro-Wrestling (NJPW). Los miembros actuales son Mikey Nicholls, Shane Haste, Bad Dude Tito, Robbie Eagles, Zack Sabre Jr. y Kosei Fujita.
Sus miembros fundadores Mikey Nicholls y Shane Haste se hicieron conocidos por su trabajo en el Japón en Pro Wrestling Noah (Noah), donde fueron dos veces GHC Tag Team Champions. También han trabajado para Ring of Honor (ROH) y Total Nonstop Action Wrestling (TNA). Aunque al principio fueron solo un equipo, TMDK se convirtió en un stable que al principio solo incluía a luchadores australianos. Sin embargo, esto cambió con la llegada de Sabre Jr. y Fujita. El stable incluía a otros compañeros australianos como Elliot Sexton, Jonah, Marcio Pitt y Slex. TMDK también puede significar "Torture, Murder, Destroy, Kill".

## Historia

### Formación (2010-2011)
En el otoño de 2010, los luchadores de Australia Mikey Nicholls y Shane Haste pasaron una prueba realizada por Pro Wrestling Noah (Noah) y World League Wrestling (WLW) en los Estados Unidos, lo que les permitió comenzar el entrenamiento en el dojo de Noah hicieron su debut para la promoción japonesa el 23 de febrero de 2011, y comenzaron a trabajar juntos bajo el nombre de equipo "TMDK". The Mighty Don't Kneel originado en el Explosive Pro Wrestling (EPW) promoción, donde estaba un stable, que también incluyen a Elliot Sexton, Jonah Rock, Marcio Pitt y Slex Rock and Slex también han representado en TMDK Noah Nicholls y Haste entonces comenzó a trabajar regularmente por Noah en la división de equipos de menor peso pesado, aunque se cuestionó si en realidad ambos estaban bajo el límite de peso.

### Pro Wrestling Noah (2011-2016)
El 15 de diciembre de 2011, Nicholls y Haste recibieron su primera oportunidad por el GHC Junior Heavyweight Tag Team Championship , pero fueron derrotados por los defensores del título, Atsushi Aoki y Kotaro Suzuki. Poco después, Nicholls y Haste dejaron la división de los pesos pesados júnior.
De vuelta en Noah, Nicholls y Haste también comenzaron rompiendo en la acción individualmente, participando en el 2012 Global League Tournament, donde Nicholls luchó contra KENTA en un empate y venció a Go Shiozaki , mientras que Haste fue victorioso sobre Akitoshi Saito y Naomichi Marufuji. en abril de 2013, Nicholls y Haste participaron en su primera Global Tag League. A pesar de no poder avanzar a la final, que recogió una victoria sobre los actuales GHC Tag Team Champions, los representantes del New Japan Pro Wrestling Takashi Iizuka y Toru Yano. Esto llevó a un combate por el título entre los dos equipos el 12 de mayo, donde Iizuka y Yano retuvieron su título. ese mismo día, Noah había anunciado que Nicholls y Haste habían firmado contratos para convertirse oficialmente en luchadores afiliados con la promoción. Una pelea de rivalidad entre Nicholls y Haste e Iizuka Yano y se llevó a cabo el 7 de julio donde TMDK salió victorioso para convertirse en el nuevo GHC Tag Team Champions. En septiembre, Nicholls y Haste ambos comenzaron persiguiendo el GHC Heavyweight Championship, pero fueron derrotados en un back-to-back, pelea titular con el campeón, KENTA. El 10 de diciembre, el Tokyo Sports magacín nombró a Nicholls y Haste como el equipo del año en 2013, con los dos convirtiéndose en el primer gaijin equipo para ganar el "Best Tag Team Award", ya que Stan Hansen y Vader en 1998. El 25 de enero de 2014, Nicholls y Haste perdieron el GHC Tag Team Championship ante Maybach Taniguchi y el GHC Heavyweight Champion Takeshi Morishima.
El 10 de enero de 2015, Nicholls y Haste derrotados Dangan Yankies (Masato Tanaka and Takashi Sugiura) para ganar el GHC Tag Team Championship por segunda vez. Perdieron los títulos ante K.E.S. (Davey Boy Smith Jr. y Lance Archer) en 11 de febrero. el 28 de diciembre de 2015, Noah anunció que Nicholls y Haste dejarían la promoción después de sus contratos que vencen a finales de año. el 11 de febrero de 2016, Noah anunció que la Haste y Nicholls volvería a la promoción del mes siguiente a tomar parte en una gira de despedida de cinco espectáculos de duración, titulado "Departure to the World""salida para el mundo". Su último pelea en Noah tuvo lugar el 10 de marzo y al derrorar a Naomichi Marufuji y Mitsuhiro Kitamiya. en febrero de 2016, se informó de que Nicholls y Haste se unirían a la marca WWE NXT marca después de su gira de despedida en Noah del mes siguiente. WWE confirmó los fichajes el 25 de marzo de 2016.

### Circuito Independiente (2012-2016)
A principios de 2012, Nicholls y Haste viajaron a los Estados Unidos, donde trabajaron durante varias promociones, incluyendo Ohio Valley Wrestling (OVW), Ring of Honor (ROH), y Total Nonstop Action Wrestling (TNA) en ROH, que ganó un torneo de una sola noche para ganar una lucha contra los Briscoe Brothers en la Showdown in the Sun pay-per-view.

### New Japan Pro Wrestling (2014-2015)
El 20 de diciembre de 2014, Haste y Nicholls hicieron su debut con el New Japan Pro Wrestling (NJPW), cuando, junto con Naomichi Marufuji, se revelaron como socios de equipo de Toru Yano en Wrestle Kingdom 9 in Tokyo Dome el 4 de enero de 2015. irían a ganar la pelea, derrotando a Suzuki-gun (Davey Boy Smith Jr., Lance Archer, Shelton Benjamin X y Takashi Iizuka).

### WWE (2015-2018)

#### NXT Wrestling (2015-2018)
En junio de 2015, Nicholls y Haste participaron en un WWE tryout camp En febrero de 2016, se informó de que Nicholls y Haste estaban programados para unirse a la marca WWE NXT después de su gira de despedida en Noah.
El 25 de marzo de 2016, la WWE ha confirmado los fichajes de Nicholls y Haste. Ellos comenzaron a entrenar en el WWE Performance Center en abril, mientras trabajaban para el territorio en desarrollo de NXT Durante la edición del 19 de mayo en las grabaciones de NXT, Haste y Nicholls fueron renombrados Shane Thorne y Nick Miller, respectivamente, mientras que era TMDK fue rebautizado y cambio a ser TM-61, donde TM se deriva de sus respectivos apellidos (Thorne y Miller), mientras que 61 es de código de marcación de Australia (61) Debutaron en el episodio del 25 de mayo de perdiendo ante Johnny Gargano y Tommaso Ciampa.
El 7 de octubre en el episodio de NXT, Thorne y Miller se anuncia como uno de los participantes en el torneo Dusty Rhodes Tag Team Classic. El 12 de octubre, derrotaron al equipo de Riddick Moss y Tino Sabbatelli para avanzar de la primera ronda del torneo.
Fueron avanzando en el torneo hasta llegar a la final donde perdieron ante the Authors of Pain.
Más tarde en un combate vs the Revival Thorne se lesionó la rodilla y quedaron inactivos durante un tiempo, regresaron el 31 de enero de 2018 derrotando a the Elay Brothers.
En el episodio del 3 de enero de NXT, se anunció el regreso de TM-61. Durante las siguientes semanas, se mostraron viñetas de TM-61. Hicieron su retorno en anillo el 31 de enero episodio de NXT , derrotando a los Ealy Brothers. TM-61 luego ingresó en el Dusty Rhodes Tag Team Classic, siendo eliminado por The Authors of Pain en la primera ronda. En la edición del 1 de mayo de NXT , TM-61 derrotó a Street Profits con un pin sucio, convirtiendo así el dúo heel en el proceso. La semana siguiente vencieron al equipo de Heavy Machinery con las mismas tácticas.
El 14 de diciembre de 2018, Miller fue retirado de la sección "WWE NXT" de WWE.com, confirmando su despido y disolviendo el equipo.

### Regreso a New Japan Pro Wrestling (2022-presente)
En el episodio del 6 de marzo de 2022 de NJPW Strong, Shane Haste interfirió en la lucha por equipos entre FinJuice (David Finlay & Juice Robinson) contra Jonah (anteriormente Jonah Rock) & Bad Dude Tito, ya que atacó a Robinson mientras el árbitro estaba distraído, lo que le permitió a Tito golpear a Robinson para llevarse la victoria. Esto vio la reformación  de TMDK, con Haste y Jonah juntos. En el episodio del 3 de abril de NJPW Strong, Haste provocó una derrota por descalificación ante FinJuice después de que golpeó a Robinson con una silla de acero. Robinson desafió a TMDK y Tito a un Chicago Street Fight en Windy City Riot, junto a un compañero misterioso. En el evento, TMDK y Tito fueron derrotados por FinJuice y su compañero, que resultó ser Brody King. El 14 de mayo, en Capital Collision, Mikey Nicholls se reunió con Haste, dejando CHAOS en el proceso. TMDK y Bad Dude Tito derrotaron a United Empire, con Nicholls cubriendo a Kyle Fletcher por la victoria. Después del combate, Tito, quien había estado acompañando a Jonah desde principios de año, se unió oficialmente a TMDK. Haste y Nicholls participaron en un torneo para convertirse en los inaugurales Campeones en Parejas de Peso Abierto STRONG, pero fueron derrotados en la semifinal de Christopher Daniels & Yuya Uemura.
El 20 de junio, Jonah fue anunciado como parte de G1 Climax 32. Estaría acompañado por Tito, y ambos luchadores se utilizarían en combates por equipos de la cartelera durante todo el torneo.
Tras la salida de Jonah del grupo debido a su regreso a la WWE, Zack Sabre Jr. se unió oficialmente al Stable después de su victoria para convertirse en el Campeón Mundial de Televisión de NJPW en Wrestle Kingdom 17. Durante el siguiente ¡¡New Year Dash!! el 5 de enero, NJPW confirmó en las redes sociales que Kosei Fujita también se uniría al Stable.

### Impact Wrestling (2023)
En Sacrifice, Bad Dude Tito & Shane Haste se enfrentaron a The Bullet Club (Ace Austin & Chris Bey) por los Campeonatos Mundiales en Parejas de Impact!, sin embargo perdieron.

## En Lucha
- Doble Movimiento Final en Equipo
  - Tank Buster (Diving DDT (Haste) / Over the shoulder facebuster (Nicholls) combinación)[47] – 2013–2015
  - Thunder Valley (Mikey Bomb (Nicholls) / Bomb Valley Death (Haste) combinación[48][49] – 2013–2016 or a double-team gorilla press slam – 2016–presente)[50]
- Temas de Entrada
  - "Stand Tall" by CFO$

## Campeonatos y logros
- Australian Wrestling Alliance
  - AWA Heavyweight Championship (1 vez) – Rock[51]
- Explosive Professional Wrestling
  - EPW Championship (8 veces) – Nicholls (2), Haste (1), y Pitt (5)[52]
  - EPW Tag Team Championship  (2 veces) – Haste y Nicholls (1), y Rocky Pitt (1)[53][54]
- Melbourne City Wrestling
  - MCW Heavyweight Championship (1 vez) – Sexton[55]
  - MCW Intercommonwealth Championship (1 vez) – Rock[56]
  - MCW Tag Team Championship (1 vez) – Marcius Pitt and Slex[57]
- New Japan Pro-Wrestling
  - IWGP World Heavyweight Championship (2 veces) — Sabre Jr.
  - IWGP Tag Team Championship (1 vez) – Nicholls & Haste
  - IWGP Junior Heavyweight Tag Team Championship (1 vez) – Eagles & Fujita
  - NJPW World Television Championship (2 veces e inaugural) – Sabre Jr.
  - NJPW STRONG Openweight Tag Team Championship (2 veces) – Nicholls & Haste.
  - G1 Climax (2024) – Sabre Jr.
  - Super Junior Tag League (2024) – Eagles & Fujita

- Pacific Pro Wrestling
  - Pacific Heavyweight Championship (1 vez) – Rock[58]
- Pro Wrestling Noah
  - GHC Tag Team Championship (2 veces) – Haste y Nicholls[25][36]
  - Global Tag League Fighting Spirit Award (2015) – con Haste y Nicholls[59]
- Ring of Honor
  - Rise and Prove Tournament (2012) – Haste y Nicholls[60]
- Tokyo Sports
  - Best Tag Team Award (2013) – Haste y Nicholls[31][32]
- Wrestle Rampage
  - Wrestle Rampage Australian National Championship (1 vez) – Rock[61]
- WrestleRock
  - WrestleRock Championship (2 veces) – Slex (1) y Sexton (1)[62][63]